# Gertrud Stranitzki
Gertrud Stranitzki ist eine 13-teilige Familienserie, die in den Jahren 1966 bis 1968 in allen Vorabendprogrammen der ARD erstausgestrahlt wurde. Produziert wurde sie von der Gyula Trebitsch Produktion GmbH.

## Inhalt
Gertrud Stranitzki ist Inhaberin einer Schneiderwerkstatt in Berlin und arbeitet als Zwischenmeisterin für das Modehaus Weniger & Wolf. Daneben kümmert sie sich auch um die Probleme ihrer Mitmenschen. So versucht sie beispielsweise, eine ihrer Angestellten vor einem vermeintlichen Heiratsschwindler zu bewahren oder stellt im Zuge einer Resozialisierungsmaßnahme eine vorbestrafte junge Frau als Auszubildende ein.

## Sonstiges
Obwohl die Serie nur aus 13 Folgen besteht, wurde sie über drei Jahre hinweg stückweise gedreht und gesendet. In den ersten beiden Staffeln stand Walter Tuch hinter der Kamera, in der 3. Staffel übernahm Sepp Riff diese Aufgabe.
Inge Meysel spielte einmal mehr ihre Paraderolle als resolute, im Leben stehende Frau, die das Herz auf dem rechten Fleck hat. Autor Curth Flatow schrieb wegen des Erfolges eine Nachfolgeserie, in der Inge Meysel als Ida Rogalski die Zwillingsschwester von Gertrud Stranitzki darstellte.
In Episodenrollen wirkten zahlreiche bekannte Schauspieler mit, unter anderem Helga Feddersen, Joachim Wolff, Gerhard Hartig (vier Folgen), Hans Irle, Liane Hielscher, Karl-Ulrich Meves, Urte Clasing (zehn Folgen), Herbert Steinmetz, Gerlach Fiedler, Til Erwig oder Ingrid von Bothmer. Gedreht wurde die Schwarz-Weiß-Produktion in Berlin.

## Episodenliste
| Folge | Erstausstrahlung | Titel                          |
| 1     | 6. Januar 1966   | Mißtrauen                      |
| 2     | 20. Januar 1966  | Das Jubiläum                   |
| 3     | 3. Februar 1966  | Das Brautkleid                 |
| 4     | 17. Februar 1966 | Wer zuerst kommt, parkt zuerst |
| 5     | 1. Februar 1967  | Die Verlobung                  |
| 6     | 8. Februar 1967  | Die Rolle ihres Lebens         |
| 7     | 15. Februar 1967 | Der Betriebsausflug            |
| 8     | 22. Februar 1967 | Die Rivalin                    |
| 9     | 1. Februar 1968  | Das Kostümfest                 |
| 10    | 8. Februar 1968  | Kinderkrankheiten              |
| 11    | 15. Februar 1968 | Das Modell                     |
| 12    | 22. Februar 1968 | Die Weltreise                  |
| 13    | 29. Februar 1968 | Die Traumhochzeit              |